# Heterospilus guanacastensis
Heterospilus guanacastensis – gatunek błonkówki z rodziny męczelkowatych i podrodziny Doryctinae.
Ciało długości od 2,5 do 3,5 mm. Głowa z brązowymi i poprzecznie żeberkowanymi: czołem i ciemieniem oraz jaśniejszymi: co najmniej bocznie rowkowaną twarzą i obwódkami oczu. Czułki z żółtym trzonkiem i częścią członów biczyka dwubarwną, a innymi białymi lub brązowymi. Tułów i metasoma ciemnobrązowe. Śródtarczka o granulowanych płatach. Mezopleury gładkie. Bruzda przedtarczkowa przecięta jednym żeberkiem. Boki pozatułowia są w całości pomarszczone, a jego część środkowo-nasadowa ziarenkowana. Odnóża dwubarwne, żółto-brązowe. Pierwsze tergum metasomy u wierzchołka węższe niż dłuższe, drugie tergum z prostym przednim rowkiem poprzecznym, a terga od IV do VII gładkie. Pokładełko dłuższe od metasomy.
Gatunek znany wyłącznie z Kostaryki.